# Championnat du Maroc de football 2011-2012
Navigation
Édition précédente Édition suivante
La saison 2011-2012 de la Botola Pro est la 96e édition du Championnat du Maroc de football et la 1re sous l'ère professionnelle. Elle voit la victoire du MA Tétouan qui remporte le premier titre de son histoire.

## Présentation du Championnat
Le championnat est composé de 16 clubs professionnels

### Les clubs participants
Légende des couleurs
- Ligue des champions de la CAF 2012
- Ligue des champions de la CAF 2012
- Coupe de la confédération 2012
- Promu de GNF 2

| Club                         | Classement 2010-2011 | Entraîneur            | Stade                      | Capacité | Dernière montée |
| ---------------------------- | -------------------- | --------------------- | -------------------------- | -------- | --------------- |
| Raja CA                      | 1                    | Bertrand Marchand     | Stade Mohamed V            | 67 000   | 1956            |
| Maghreb de Fès               | 2                    | Rachid Taoussi        | Complexe sportif de Fès    | 45 000   | 2006            |
| Wydad AC                     | 3                    | Benito Floro          | Stade Mohamed V            | 67 000   | 1942            |
| OC Khouribga                 | 4                    | Fouad Sahabi          | Stade du Phosphate         | 10 000   | 1995            |
| Olympique de Safi            | 5                    | Abdelhadi Sektioui    | Stade El Massira           | 10 000   | 2004            |
| FAR de Rabat                 | 6                    | Fathi Jamal           | Stade Moulay Abdallah      | 65 000   | 1959            |
| FUS de Rabat                 | 7                    | Jamal Sellami         | Stade Moulay Abdallah      | 65 000   | 2009            |
| Moghreb de Tétouan           | 8                    | Aziz El Amri          | Stade Saniat Rmel          | 10 000   | 2005            |
| Hassania d'Agadir            | 9                    | Mustapha Madih        | Stade Al Inbiaate          | 10 000   | 1996            |
| Difaâ d'El Jadida            | 10                   | Jaouad Milani         | Stade El Abdi              | 10 000   | 2005            |
| Jeunesse sportive El Massira | 11                   | Abdelaziz Kerkache    | Stade Laghdaf              | 20 000   | 1994            |
| Chabab Rif Al Hoceima        | 12                   | Hicham El Idrissi     | Stade Mimoun Al Arsi       | 12 500   | 2010            |
| KAC de Kénitra               | 13                   | Youssef Lemrini       | Stade municipal de Kénitra | 15 000   | 2007            |
| Wydad de Fès                 | 14                   | Charles Albert Rosley | Complexe sportif de Fès    | 45 000   | 2009            |
| CODM de Meknès               | 1 (GNF 2)            | Abderrahim Talib      | Stade d'Honneur            | 20 000   | 2011            |
| Ittihad Khémisset            | 2 (GNF 2)            | Saïd El Khaider       | Stade du 18 novembre       | 15 000   | 2011            |

## Compétition

### Classement
| Rang | Équipe                            | Pts | J  | G  | N  | P  | Bp | Bc | Diff |
| ---- | --------------------------------- | --- | -- | -- | -- | -- | -- | -- | ---- |
| 1    | Moghreb de Tétouan                | 61  | 30 | 17 | 10 | 3  | 41 | 13 | +28  |
| 2    | FUS de Rabat                      | 57  | 30 | 16 | 9  | 5  | 32 | 16 | +16  |
| 3    | Wydad AC                          | 51  | 30 | 13 | 12 | 5  | 32 | 18 | +14  |
| 4    | Raja Club Athletic T CdT          | 51  | 30 | 14 | 9  | 7  | 34 | 24 | +10  |
| 5    | Difaâ d'El Jadida                 | 48  | 30 | 13 | 9  | 8  | 35 | 27 | +8   |
| 6    | Maghreb de Fès V                  | 41  | 30 | 10 | 11 | 9  | 35 | 26 | +9   |
| 7    | FAR de Rabat                      | 41  | 30 | 10 | 11 | 9  | 32 | 29 | +3   |
| 8    | Olympique de Safi                 | 36  | 30 | 9  | 9  | 12 | 34 | 43 | -9   |
| 9    | Chabab Rif Al Hoceima             | 35  | 30 | 8  | 9  | 13 | 31 | 27 | +4   |
| 10   | Olympique Club de Khouribga       | 35  | 30 | 8  | 11 | 11 | 27 | 32 | -5   |
| 11   | CODM de Meknès P                  | 35  | 30 | 10 | 6  | 14 | 19 | 26 | -7   |
| 12   | KAC de Kénitra                    | 35  | 30 | 7  | 14 | 9  | 29 | 40 | -11  |
| 13   | Hassania d'Agadir                 | 33  | 30 | 8  | 11 | 11 | 22 | 31 | -9   |
| 14   | Wydad de Fès                      | 30  | 30 | 7  | 9  | 14 | 26 | 39 | -13  |
| 15   | Jeunesse sportive El Massira ↓    | 28  | 30 | 7  | 7  | 16 | 24 | 42 | -18  |
| 16   | Ittihad Zemmouri de Khémisset P ↓ | 24  | 30 | 5  | 9  | 16 | 12 | 32 | -20  |

Qualifications africaines
- Ligue des champions de la CAF 2013
- Ligue des champions de la CAF 2013
- Coupe de la confédération 2013
- Coupe de la confédération 2013
- Coupe de l'UAFA 2012-2013
- Relégation en Botola 2 2012-2013

Abréviations
T : Tenant du titre

V : Vice-champion

CdT : Vainqueur de la Coupe du Trône 2011-2012

P : Promus de Botola 2 2010-2011
- Le CODM a été sanctionné d'un point après les émeutes de ses fans lors de son match opposant au MAS (13e journée).
- Le Hassania d'Agadir a été sanctionné d'un point et de perdre le match contre CRA après avoir entré 4 joueurs étrangers (17e journée).
- Le 28 mai 2012 Moghreb de Tétouan est champion du Maroc pour la 1re fois de son histoire.

### Résultats
| Résultats (▼dom., ►ext.)                                   | MAS | WAF | FAR | FUS | WAC | RCA | KAC | OCK | OCS | DHJ | MAT | JSM | HUSA | CRA | CODM | IZK |
| Maghreb de Fès                                             |     | 0-0 | 2-1 | 1-1 | 1-1 | 1-1 | 3-0 | 1-2 | 5-1 | 1-0 | 1-1 | 0-1 | 2-0  | 1-0 | 0-0  | 1-2 |
| Wydad de Fès                                               | 0-1 |     | 1-1 | 0-1 | 0-1 | 2-0 | 1-1 | 1-1 | 3-1 | 0-1 | 0-0 | 3-0 | 3-2  | 2-1 | 1-0  | 1-1 |
| FAR de Rabat                                               | 2-1 | 1-0 |     | 1-2 | 2-2 | 0-0 | 3-1 | 1-1 | 2-1 | 2-3 | 0-1 | 3-1 | 2-0  | 0-0 | 1-0  | 0-1 |
| Fath Union Sport de Rabat                                  | 2-1 | 2-1 | 0-0 |     | 0-0 | 2-0 | 2-1 | 1-0 | 1-2 | 1-0 | 0-1 | 2-0 | 1-0  | 1-0 | 2-1  | 3-0 |
| Wydad AC                                                   | 1-1 | 2-2 | 2-0 | 2-0 |     | 0-0 | 1-1 | 3-0 | 2-1 | 0-1 | 1-0 | 2-0 | 3-1  | 1-0 | 1-0  | 2-0 |
| Raja de Casablanca                                         | 1-1 | 2-0 | 3-1 | 1-0 | 0-1 |     | 5-2 | 2-1 | 2-1 | 2-1 | 0-2 | 1-0 | 2-0  | 0-0 | 1-0  | 1-0 |
| KAC de Kénitra                                             | 1-1 | 2-1 | 0-3 | 1-1 | 1-1 | 1-0 |     | 2-4 | 2-1 | 2-2 | 1-1 | 1-1 | 0-1  | 1-1 | 1-0  | 0-0 |
| Olympique de Khouribga                                     | 1-1 | 0-1 | 1-1 | 0-2 | 1-1 | 1-1 | 0-1 |     | 1-1 | 0-2 | 1-3 | 2-0 | 0-1  | 2-1 | 2-1  | 0-0 |
| Olympique de Safi                                          | 0-2 | 2-0 | 1-1 | 0-0 | 2-1 | 2-1 | 1-1 | 0-2 |     | 3-3 | 0-0 | 2-2 | 0-0  | 1-0 | 2-0  | 2-0 |
| Difaa d'El Jadida                                          | 2-0 | 3-0 | 2-1 | 1-1 | 1-0 | 3-1 | 0-0 | 1-0 | 2-1 |     | 0-1 | 0-1 | 0-1  | 1-1 | 2-1  | 1-0 |
| Moghreb de Tétouan                                         | 1-0 | 2-0 | 3-0 | 0-0 | 2-0 | 1-2 | 0-0 | 2-0 | 3-1 | 3-0 |     | 1-0 | 2-2  | 1-1 | 1-0  | 2-0 |
| Jeunesse Sportive El Massira                               | 1-0 | 3-3 | 0-1 | 0-2 | 0-0 | 1-4 | 3-1 | 0-0 | 0-1 | 0-0 | 0-3 |     | 2-1  | 2-0 | 1-2  | 3-2 |
| Hassania d'Agadir                                          | 2-1 | 3-0 | 0-0 | 1-2 | 1-0 | 0-0 | 2-2 | 0-0 | 1-1 | 0-0 | 0-0 | 1-1 |      | 0-0 | 0-1  | 1-0 |
| Chabab Rif Al Hoceima                                      | 1-2 | 4-0 | 0-2 | 0-0 | 0-0 | 0-0 | 0-1 | 0-2 | 5-1 | 2-1 | 3-1 | 1-0 | 5-0  |     | 1-0  | 3-1 |
| CODM de Meknès                                             | 0-3 | 1-0 | 0-0 | 1-0 | 0-0 | 0-1 | 1-0 | 1-1 | 1-0 | 1-1 | 0-0 | 2-1 | 1-0  | 2-1 |      | 2-1 |
| Ittihad Khémisset                                          | 0-0 | 0-0 | 0-0 | 0-0 | 0-1 | 0-0 | 0-1 | 0-1 | 0-2 | 1-1 | 0-3 | 1-0 | 0-1  | 1-0 | 1-0  |     |
| - Victoire à domicile - Match nul - Victoire à l'extérieur |     |     |     |     |     |     |     |     |     |     |     |     |      |     |      |     |

## Statistiques

### Meilleurs buteurs
|   | Nom                  | Club              | Buts |
| - | -------------------- | ----------------- | ---- |
| 1 | Karl Max Barthélemy  | Difaâ d'El Jadida | 17   |
| 2 | Abderrazak Hamdallah | Olympique de Safi | 15   |
| = | Aziz Jounaid         | FAR de Rabat      | 15   |

### Records de la saison
- Plus grande écart : 5 buts
  - CRA (5 - 0) HUSA, le 25 septembre 2011, 3e journée.
- Plus grand nombre de buts dans une rencontre : 7 buts
  - RCA (5 - 2) KAC, le 27 mai 2012, 30e journée.
- Journée avec le plus grand nombre de buts : 30e (26 buts)
- Journée avec le moins grand nombre de buts : 4e (9 buts)
- Plus grand nombre de victoires consécutives : 5 (MAT)

## Sponsors maillots et équipementiers
| Club                  | Équipementier | Principaux sponsors                                                      |
| --------------------- | ------------- | ------------------------------------------------------------------------ |
| Difaâ d'El Jadida     | Adidas        | Groupe OCP, Prodec, Koutoubia                                            |
| Chabab Rif Al Hoceima |               | Al Omrane, Koutoubia, Multicerame, RifIskan                              |
| FAR de Rabat          | Uhlsport      |                                                                          |
| FUS de Rabat          | Lotto         | Crédit agricole, ONCF, CGI, Marjane, Sama Dubai, SNTL                    |
| Hassania d'Agadir     | Puma          | Afriquia Gaz,Lousra, Hotel Argana, ONP                                   |
| Ittihad Khémisset     | Nike          |                                                                          |
| Jeunesse d'El Massira | Umbro         | Vision, Hitachi                                                          |
| KAC de Kénitra        |               | Koutoubia                                                                |
| CODM de Meknès        | Joma          | Valencia Jus                                                             |
| Maghreb de Fès        | Lotto         | Saiss lait, SANAD, Afej, Anassi, Kitéa géant, Wafa immobilier, Facop     |
| Moghreb de Tétouan    | King Sports   | Goldvision, Coca-Cola, Hyundai, Super Sport                              |
| OC Khouribga          | Nike          | Groupe OCP                                                               |
| Olympique de Safi     |               | Groupe OCP, Fitco                                                        |
| Raja de Casablanca    | Lotto         | Siera, Marsa Maroc, Hyundai, Coca-Cola, Wafasalaf, Koutoubia             |
| Wydad AC              | Adidas        | Ingelec, KIA Motors, Coca-Cola, Hotel Ibis, Alliance Immobilier, Mobilia |
| Wydad de Fès          | Adidas        |                                                                          |

## Bilan de la saison
| Championnat du Maroc de football 2011-2012                        |                        |
| Champion                                                          | MA Tétouan (1er titre) |
| Coupes et trophées                                                |                        |
| Vainqueur de la Coupe du Trône 2011-2012                          | Raja CA                |
| Qualifications continentales                                      |                        |
| Ligue des champions de la CAF 2013                                | MA Tétouan             |
| Ligue des champions de la CAF 2013                                | Fath US                |
| Coupe de la confédération 2013                                    | FAR Rabat              |
| Coupe de la confédération 2013                                    | Wydad AC               |
| Coupe de la confédération 2013                                    | Fath US                |
| Coupe de l'UAFA 2012-2013                                         | Raja CA                |
| Promotions et relégations                                         |                        |
| Promus en Championnat du Maroc de football                        | RS Berkane             |
| Promus en Championnat du Maroc de football                        | Raja BM                |
| Relégués en Championnat du Maroc de football de deuxième division | IZ Khémisset           |
| Relégués en Championnat du Maroc de football de deuxième division | JS Massira             |